# Nørre Herred (Jylland)

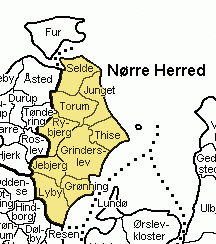
Nørre Herred

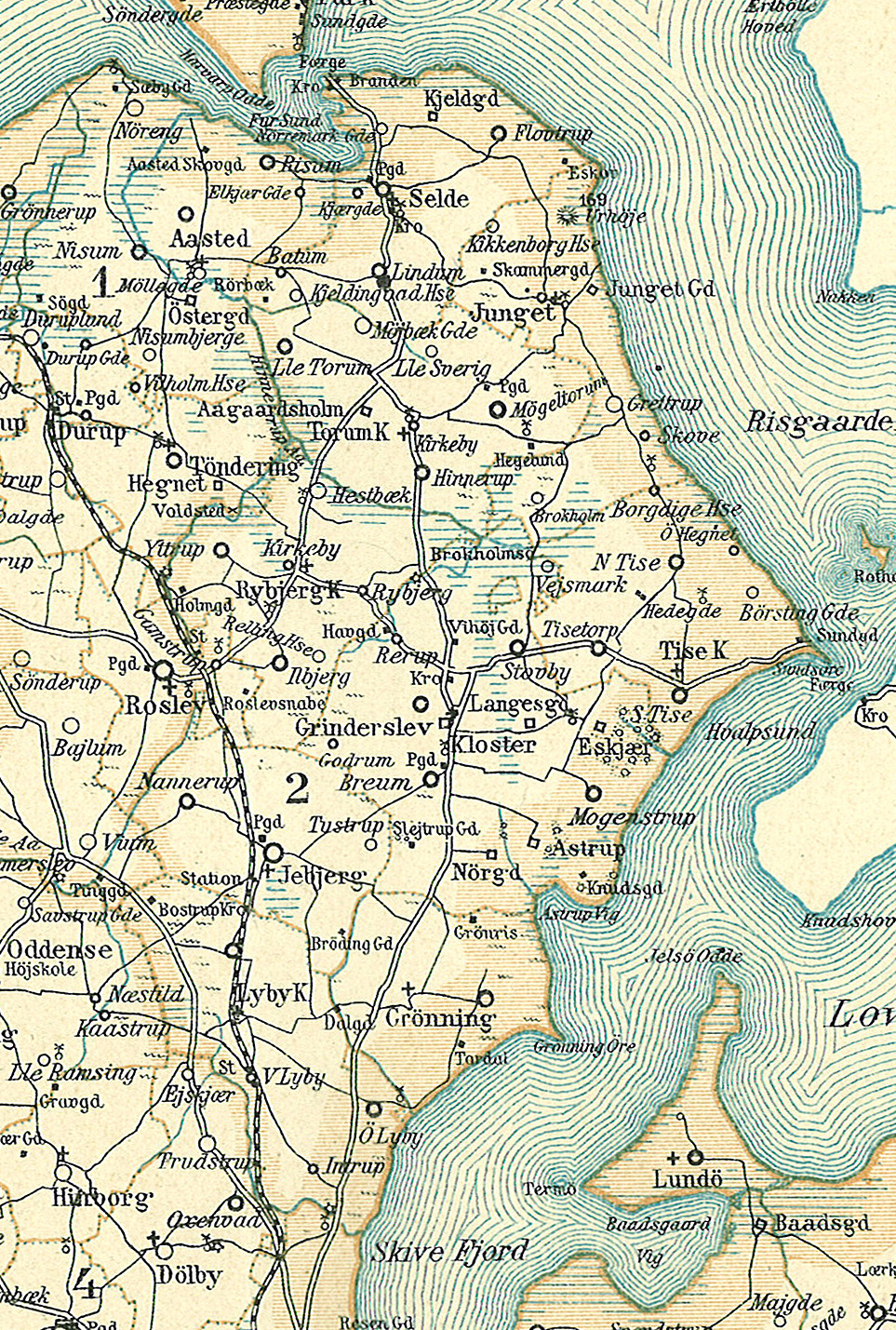
Nørre Herred omkring 1900

Nørre Herred was een herred in het voormalige Viborg Amt. In Kong Valdemars Jordebog wordt de herred genoemd als Nørgæhæreth. Nørre (noord. noorden) verwijst naar de landstreek Salling, de herred omvat het noorden van die streek. In 1970, bij de bestuurlijke reorganisatie in Denemarken ging het gebied over naar de nieuwe provincie Viborg.
De herred omvattenegen parochies.
- Grinderslev
- Grønning
- Jebjerg
- Junget
- Lyby
- Rybjerg
- Selde
- Thise
- Torum